# Чон Чхон Рэ
Чон Чхон Рэ (кор. 정청래; род. 18 мая 1965 года, Кымсан, Чхунчхон-Намдо, Республика Корея) — южнокорейский политический и партийный деятель, член Национального собрания Республики Корея (с 2004 по 2008 год, с 2012 по 2016 год и с 2020 года) и председатель «Демократической партии» (с 2025 года).

## Биография

### Ранние годы
Чон родился 18 мая 1965 года в Кымсане и был младшим из десяти детей, потомком клана Хадон Чжон в 17-м поколении.
Будучи студентом четвертого курса промышленного инженерного факультета Университета Конкук, Чон Чхон Рэ занимал должность председателя Восточного окружного отделения «Специального комитета чучхе», а также сделал фотокопии и распространил шесть экземпляров книги «Традиции революции чучхе», содержащей информацию об идеях чучхе Ким Ир Сена, среди членов студенческого самоуправления Университета Конкук. Этими действиями он нарушил Закон о национальной безопасности.
23 сентября 1988 года полицейский участок Мапо в Сеуле задержал Чона по обвинению в нарушении Закона о национальной безопасности и Закона о собраниях и демонстрациях. Однако после возобновления амнистии правительством 20 декабря 1988 года обвинения были сняты на следующий день окружной прокуратурой Сеула.
В октябре 1989 года он был арестован полицией за террористический акт, в ходе которого он проник в резиденцию посольства США в Корее и взорвал самодельную бомбу. В ноябре 1989 года Чон был приговорён к 4 годам тюремного заключения и 2 годам лишения свободы по обвинению в руководстве захватом резиденции посольства США в Чондоне, бросании самодельной бомбы, нарушении Закона о собраниях и демонстрациях, Закона о безопасности, Закона о национальной безопасности, Закона о наказании за акты насилия, Закона о контроле над огнестрельным оружием, мечами, взрывчатыми веществами, Закона о наказании за использование коктейлей Молотова, воспрепятствовании выполнению специальных официальных обязанностей, приведшем к травмам и в подготовке к поджогу здания.
В дальнейшем из-за участия в антиамериканских протестных движениях Чон Чхон Рэ был исключён из инспекции Госдепартамента «О положении страны» в октябре 2013 года, поскольку ему не была выдана виза для поездки в Соединённые Штаты.

### Политическая карьера
В начале 1990-х годов он основал и руководил школой гидов в районе Мапо, Сеул, а также был принят на работу в «Национальный конгресс за новую политику», где и начал свою политическую деятельность.
В 2007 году вместе с Ли Чжэ Мёном он возглавил создание группы поддержки People in Touch with Jung Dong-young и был избран членом Национального собрания, где в итоге прослужил четыре срока (17-й, 19-й, 21-й и 22-й), представляя округ Мапо Б в Сеуле.
Во время работы в Национальном собрании 17 созыва он возглавил захват здания парламента с требованием отмены Закона о национальной безопасности.
В 2015 году, будучи членом Высшего совета «Демократической партии», он сравнил визиты тогдашнего лидера партии Мун Чжэ Ина к могилам бывших президентов Ли Сын Мана и Пак Чон Хи с «евреями, отдающими дань уважения могиле Гитлера». 10 марта 2016 года он был исключён из списка кандидатов вместе с несколькими другими активными членами «Демократической партией» на парламентских выборах из-за различных разногласий, включая использование ненормативной лексики. Он заявил, что уважает решение партии и не собирается уходить, а будет помогать партии всеми способами для победы на выборах. Он рекомендовал кандидатуру Сон Хе Вон, члена партии ответственного за связи с общественностью, для своего округа, которая в результате и одержала победу.
На парламентских выборах 2020 года он был выдвинут кандидатом от «Демократической партии» по округу Мапо и выиграл свой третий срок, победив Ким Сон Дона из партии «Сила народа», набрав 53,75 % голосов.
В августе 2022 года он был избран старшим членом «Демократической партии», а на выборах 2024 года Чон баллотировался в том же округе и выиграл четвёртый срок, набрав 52,44 % голосов, победив Хам Ын Гёна из «Силы народа». В 22-м Национальном собрании он был избран председателем Комитета по правосудию на первую половину созыва. По должности он возглавил группу обвинителей в деле об импичменте президента Юн Сок Ёля в Конституционном суде.
2 августа 2025 года Чон был избран председателем «Демократической партии» на национальном съезде в Кояне. Он победил своего соперника Пак Чхан Дэ, набрав 61,74 % голосов. Чон Чхон Рэ считался более жёстким кандидатом в председатели, известным своей яростной риторикой и резким стилем. Его считают одним из самых радикальных законодателей партии, известным своей неустанной политической позицией. Жёсткое руководство Чона может поддержать программу реформ президента Ли Чжэ Мёна, но рискует вызвать негативную реакцию общественности. Вступив в должность, он пообещал провести масштабные реформы прокуратуры, судебной системы и средств массовой информации.